# ジョナサン・ケイナー
ジョナサン・ケイナー（Jonathan Cainer、1957年12月18日 - 2016年5月2日）は、イギリスの西洋占星術師。日本でも数多くのファンを持つ。メディアの出演のほか、多くの本も出版していた。
公式サイトでは毎週占いを公開しているほか、「ジョナサン・ケイナーの英国式占星術」という占いサイトも出ている。同じ占星術師のバーナード・フィッツウォルターと親しく、ウォルターは同サイトにも登場する。
2016年5月2日、ケイナーは自宅内の事務所で亡くなり、妻のスーにより発見された。死因は心臓発作によるものと見られる。

## 出版
- お母さんをえらぶ赤ちゃん～ママ、またボクを生んでくれる? ～（説話社　2004年）
- ラブサイン（ワニブックス　2007年）
- 英国式占星術（説話社　2000年）
- 宇宙にお願い―夢を実現させる方法（説話社　2007年）
- 運命をひらく366の言葉（青春出版社　2012年）